# Carlos Berenhauser
Carlos Berenhauser ou Carl Berenhaeuser (1875, Florianópolis – 1951, Florianópolis) foi um comerciante brasileiro. Carlos é principalmente lembrado pela venda de sua coleção de artefatos arqueológicos para o padre jesuíta João Alfredo Rohr. Esta coleção integra hoje o acervo do Museu do Homem do Sambaqui.

## Vida
Carlos nasceu em Florianópolis por volta de 1875, filho dos imigrantes alemães Francisco e Emilía Berenhaeuser. Carlos casou-se com Elfriede Berenhauser (nascida Busch), filha do também imigrante alemão Guilherme Busch e da desterrense Bertha Busch. Em 23 de agosto de 1909, nasceu o advogado, comerciante de tecido e conservacionista Henrique Berenhauser. Henrique encabeçou a criação do Parque Estadual do Rio Vermelho.

## Participação na comunidade religiosa
Klug, J (1991) descreve a participação de Carlos no processo de construção da igreja Luterana de Florianópolis em 01 de julho de 1913.  Entre outros personagens deste história estão Fridrich Momm, Hermann Moelmann, Rudolph Kirchner, Julius Schmiegelow e Carl Hoepcke.

## A venda da coleção
Ao longo da vida como comerciante na pequena Desterro, Carlos havia acumulado uma série de artefatos arqueológicos em troca pedaços de tecidos. A venda deve ter ocorrido entre os anos de 1941 e 1963.